# Eremophila pallida
Eremophila pallida är en flenörtsväxtart som beskrevs av Chinnock. Eremophila pallida ingår i släktet Eremophila och familjen flenörtsväxter. Inga underarter finns listade i Catalogue of Life.